# Gul bambus
Gul bambus (Fargesia murielae) er en stedsegrøn busk med en helt særlig, opret til overhængende vækstform. Hos denne art sker blomstringen først efter ca. 110 års vækst, hvorefter hele planten dør. Det alvorligste skadedyr på Gul bambus er Stor Panda, der har skud og blade af denne og nærtstående arter som eneste føde. Stor Panda er dog som bekendt ikke et problem i Danmark.

## Beskrivelse
De leddelte stængler med de typiske "græsblade" peger klart mod bambus. Skuddene er helt omsluttet af blågrønne hylsterblade det første år. Under dem er stænglen mørkegrøn med blålig dug. Fra og med det andet år bliver farven mere eller mindre klart gul (det afhænger af, om skuddet får lys ind fra siden). Hvis der findes knopper, ses de som små, gulgrønne knuder ved knæene. Fra disse knopper dannes der mange korte, forgrenede sideskud fra knæene på stænglen. Disse sideskud bærer de egentlige løvblade. 
Blomsterne er typiske græsblomster med nøgne, hængende støvdragere. Hos denne art sker blomstringen først efter ca. 110 års vækst, hvorefter hele planten dør. Frøene har form som bygkorn, men de er sorte. De spirer udmærket i Danmark.
Rodnettet består af vandrette, leddelte jordstængler, som bærer grove trævlerødder og lyse stængelknopper. 
Højde x bredde og årlig tilvækst: 3 x 5 m (200 x 20 cm/år). Bemærk, at højdevæksten bestemmes af den varmemængde, som rodstokken modtog året før. Målene kan anvendes ved udplantning.

## Hjemsted
Gul bambus vokser i det centrale Kina (især i Sichuan-provinsen), hvor den optræder på humusrig, fugtig bund som underskov, i skovbryn og lysninger under blandede løv- og nåletræsskove. Arten kan også brede sig som pionerplante og danne ukrudtsagtige krat.
| Portal | Portal:Botanik |